# Slaget vid Prochorovka
Slaget vid Prochorovka är ett välkänt större pansarslag mellan den sovjetiska 5. gardespansararmén, 69:e armén och 5:e gardesstridsvagnsarmén och den tyska II SS Pansarkåren och III. Panzerkorps som genomfördes den 12 juli till den 15 juli 1943 utanför byn Prochorovka. Slaget var en del av slaget vid Kursk.

## Slaget
Tyska II SS Pansarkåren avancerade mot Prochorovka, som ligger cirka 80 kilometer söder om Kursk, något som den sovjetiska 5. Gardespansararmén fick i uppdrag att stoppa. På morgonen den 12 juli inledde de sovjetiska styrkorna ett första frontalt massanfall med stridsvagnar mot tyskarnas ställningar i den så kallade Prochorovkakorridoren. De tyska trupperna stod emot anstormningen och genomförde på eftermiddagen ett motanfall. 
På sovjetisk sida användes huvudsakligen stridsvagnar av typen T-34 samt T-70, på tysk sida Panzer III, Panzer IV, stormkanonvagnar av typen StuG III samt ett fåtal Tiger I. De sovjetiska förlusterna var mellan 200 och 400 stridsvagnar, de tyska betydligt mindre (färre än 100 stridsvagnar). Slaget har ofta beskrivits felaktigt i efterkrigslitteraturen, där både de sovjetiska och tyska förlusterna överdrivits samt att antalet Tiger I och Panther-stridsvagnar överdrivits (inga Panther-vagnar deltog i slaget).

## Förluster
Vid slaget om Prochorovka den 12 juli – 15 juli förlorade Röda armén minst 334 stridsvagnar och stormkanoner (totalförstörda) och hade drygt 21 000 man i förluster, medan tyskarna förlorade 5500 man och 25 stridsvagnar och stormkanoner (totalförstörda).